# Oberhambach

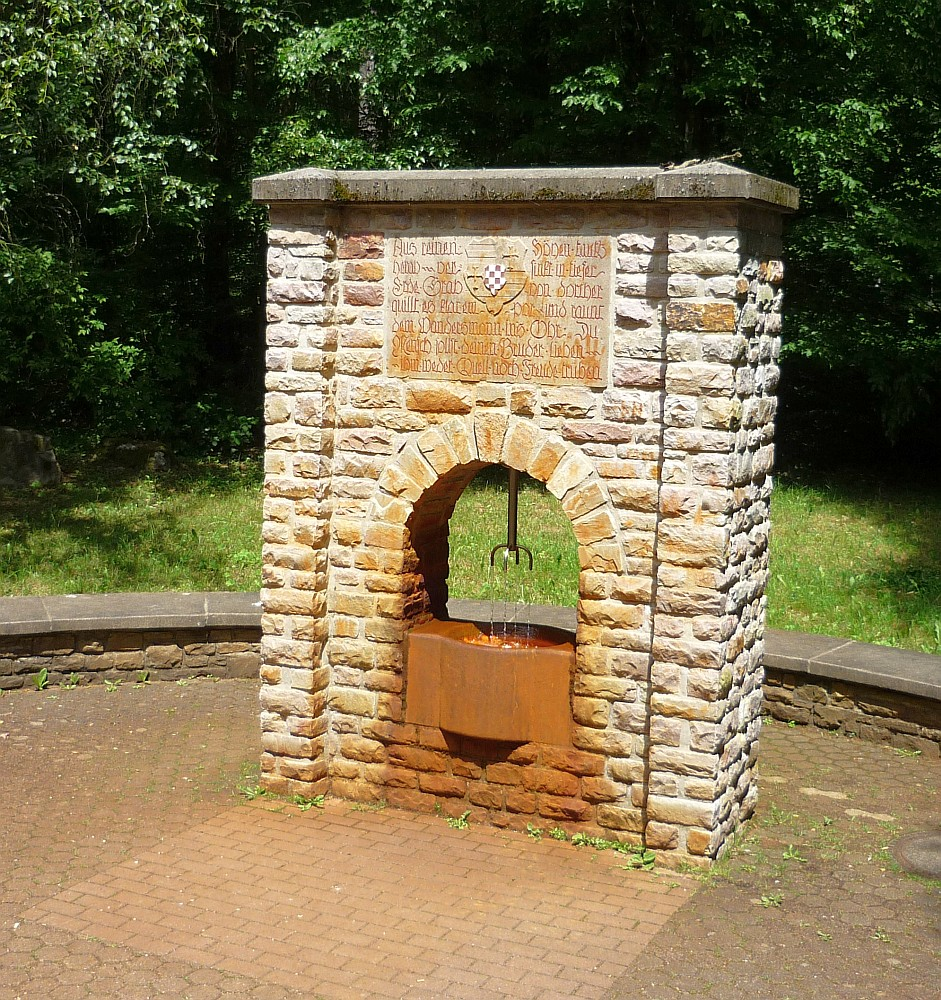
Der Sauerbrunnen

Oberhambach ist eine Ortsgemeinde im Landkreis Birkenfeld in Rheinland-Pfalz. Sie gehört der Verbandsgemeinde Birkenfeld an.

## Geographie
Der Ort liegt am Hambach im Hunsrück. 57,5 Prozent der Gemarkungsfläche sind bewaldet.
Oberhambach ist eine Nationalparkgemeinde im Nationalpark Hunsrück-Hochwald.

## Sauerbrunnen
Etwas außerhalb der Ortschaft in westlicher Richtung befindet sich der Sauerbrunnen, eine schon seit vielen Jahrhunderten bekannte Heilquelle. 1573 sollen die Quellen wiederentdeckt worden sein. Allerdings ist der Gebrauch des Brunnens auch zuvor – beispielsweise 1571 – belegt. Der Brunnen und sein Wasser wurde von einigen bekannten Ärzten untersucht: 1576 vom Straßburger Stadtarzt Sigismund Roth, 1577 von Ulrich Geiger (Chelius), 1583 von Tabernaemontanus (Jakob Dietrich), vor 1595 von Hans Jakob Wecker  (1528–1586) aus Colmar und 1680 von Johannes Hiskias Cardilucius († 1697). Herzog Johann I. von Pfalz-Zweibrücken ließ die Quelle 1577 einfassen. 1780 fand man römische Münzen und Reste hölzerner Wasserleitungen (Teicheln).

Römischer Vier- und Achtgötterstein aus Hambach (vor 1781 in Becherbach bei Kirn). Die Abb. u. l. diente als Vorlage der Wappenzeichnung

Als Spolien wurden Göttersteine aus dem Ostchor der 1781 abgebrochenen Kirche von Becherbach bei Kirn, die für Reste eines römischen Altars gehalten wurden, auf Anordnung des markgräflich-badischen Landbaumeisters Wilhelm Frommel (1759–1837) zu beiden Seiten der Treppe zum Hambacher Brunnen eingemauert. 1884 wurden die Steine aus Hambach in das Birkenfelder Gymnasium überführt.
Vor allem durch den hohen Mineralienanteil, der dem Wasser einen ganz speziellen Geschmack verleiht, sind die Quelle und ihr Trinkwasser ein beliebtes Ausflugsziel.

## Geschichte
Die heutige Gemeinde Oberhambach, damals nur Hambach genannt, gehörte bis zum Ende des 18. Jahrhunderts zur Hinteren Grafschaft Sponheim. Der Ort war namensgebend für einen „Pflege“ genannten und dem Oberamt Birkenfeld unterstellten Verwaltungs- und Gerichtsbezirk. Zur Pflege Hambach gehörten auch die Dörfer Hattgenstein und Schwollen. Im Jahr 1607 lebten 24 Familien im Ort, 1699 waren es nur 6 und 1772 waren es 38. 1790 wurden 142 Einwohner gezählt.
Im Jahr 1794 wurde das linke Rheinufer von französischen Revolutionstruppen eingenommen. Von 1798 bis 1814 gehörte Hambach zum Kanton Birkenfeld im Saardepartement. Aufgrund der auf dem Wiener Kongress (1815) getroffenen Vereinbarungen kam die Region 1817 zum oldenburgischen Fürstentum Birkenfeld. Die Gemeinde war der Bürgermeisterei Leisel im Amt Birkenfeld zugeordnet. Von 1918 an gehörte Hambach zum oldenburgischen „Landesteil Birkenfeld“ und kam 1937 zum preußischen Landkreis Birkenfeld. Die Namensänderung in Oberhambach erfolgte 1933, als aus den benachbarten Gemeinden Böschweiler, Burbach und Heupweiler die neue Gemeinde Niederhambach gebildet wurde. Seit 1946 ist Oberhambach Teil des Landes Rheinland-Pfalz.
Bevölkerungsentwicklung
Die Entwicklung der Einwohnerzahl von Oberhambach, die Werte bis 1987 beruhen auf Volkszählungen:
| Jahr | Einwohner |
| 1939 | 139       |
| 1950 | 126       |
| 1961 | 136       |
| 1970 | 172       |

| Jahr | Einwohner |
| 1987 | 207       |
| 1997 | 264       |
| 2005 | 268       |
| 2023 | 261       |

## Politik

### Bürgermeister
Günter Stolz wurde am 24. Juli 2019 Ortsbürgermeister von Oberhambach. Bei der Direktwahl im Mai 2019 war er für fünf Jahre gewählt worden.
Der Vorgänger von Günter Stolz, Helmut Brächer, hatte das Amt 27 Jahre ausgeübt, war 2019 aber nicht erneut angetreten.
Stolz wurde im Juni 2024 wiedergewählt.

### Wappen
| Wappen von Oberhambach | Blasonierung: „Unter rot-silbern geschachtem Schildhaupt in Blau ein goldenes Rechteck, darin zwei rotgewandete Figuren, die Aeskulap und Merkur darstellen.“ |
| Wappen von Oberhambach | Wappenbegründung: Das Schildhaupt verweist auf die ehemalige Zugehörigkeit zur Hinteren Grafschaft Sponheim. Das Hauptfeld zeigt eine vereinfachte Abbildung des in der Nähe des Hambacher Sauerbrunnens wiederaufgefundenen römischen Achtgöttersteins (ursprünglich aus Becherbach bei Kirn), der heute im Heimatmuseum Birkenfeld aufbewahrt wird (Inv.-Nr. 531); Aeskulap insbesondere soll auf die schon seit vielen Jahrhunderten bekannten Heilquellen des Hambacher Sauerbrunnens hinweisen. |

## Freizeit und Tourismus
Im Westen der Gemeinde existiert der Ferienpark Hambachtal, bestehend aus rund 200 Ferienappartements bzw. -doppelhaushälften sowie einem Hallenbad mit Sauna und einem Supermarkt.

## Persönlichkeiten

### Mit Oberhambach verbunden
- Bernhard Alscher (* 1957), Politiker (FW), lebt in Oberhambach